# Bruno Dreossi
Bruno Dreossi (ur. 11 lipca 1964 w Monfalcone) – włoski kajakarz, brązowy medalista olimpijski z Barcelony.
Brał udział w dwóch igrzyskach olimpijskich (IO 88, IO 92). W 1992 po medal sięgnął w dwójce na dystansie 500 metrów, partnerował mu Antonio Rossi. Był to największy sukces w jego sportowej karierze.